# 第一莫洛達沃
50°27′49″N 25°55′19″E / 50.46361°N 25.92194°E
第一莫洛達沃（烏克蘭語：Молодаво Перше），是烏克蘭西北部羅夫諾州杜布諾區普里维利内市镇的村落。面積0.75平方公里，2001年人口335，人口密度每平方公里449.1人。